# آرپیار آصلانیان
آرپیار لوونی آصلانیان (ارمنی: Արփիար Ասլանյան؛ ۱۶ دسامبر ۱۸۹۵ – ۱۵ فوریهٔ ۱۹۴۵) کمونیست ضدفاشیسم اهل ارمنستان و چهره برجسته در مقاومت فرانسه بود. وی همسر لوئیزا آصلانیان بود.

## زندگی‌نامه
وی در ۱۶ دسامبر ۱۸۹۵ در اچمیادزین از والدینی به نام‌های لوون و واروارا آصلانیان به دنیا آمد. در سال ۱۹۲۳ آرپیار و لوئیزا به پاریس نقل مکان نمودند. در سال ۱۹۴۰ پس از اشغال فرانسه توسط نازی‌ها این زوج به نهضت مقاومت فرانسه پیوستند. آرپیار و لوئیزا با دیگر فعالان مقاوت فرانسه، میساک مانوشیان، ملینه مانوشیان، آرپن داویتیان، هایک دپیریان، شاگ تاتوریان و سایرین ارتباط داشتند. در روز ۲۶ ژوئیه ۱۹۴۴ لوئیزا و آرپیار در فرانسه توسط نازی‌ها دستگیر شدند و در روز ۱۵ اوت ۱۹۴۴ به اردوگاه مرگ بوخن‌والد در تولوز منتقل شدند. سپس آرپیار به اردوگاه کار اجباری میتلباو-دورا و لوئیزا به اردوگاه کار اجباری راونسبروک منتقل شدند.
لوئیزا در روز ۲ فوریه و آرپیار در روز ۱۵ فوریه ۱۹۴۵ کشته شدند.